# Incrociatore

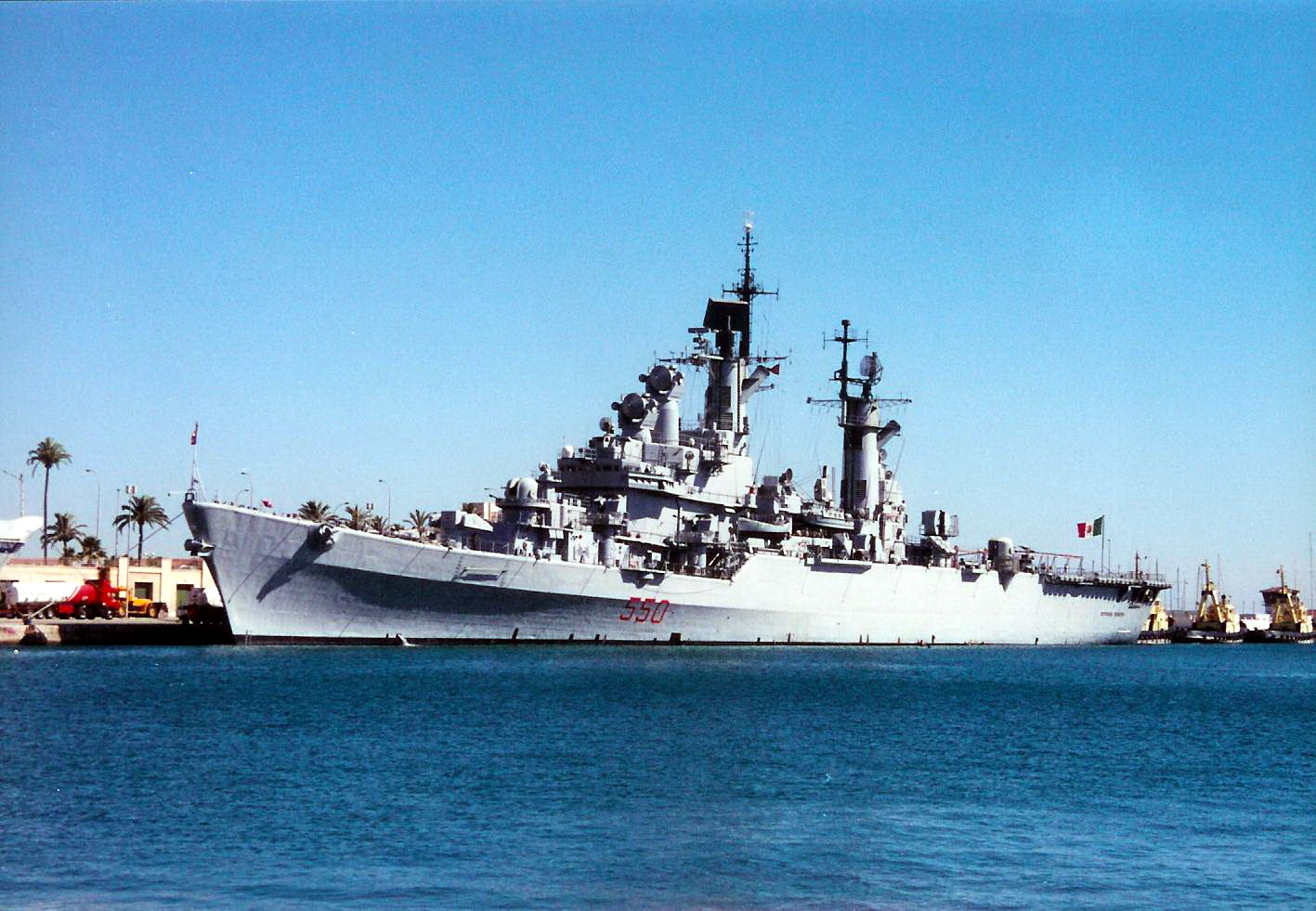
L'incrociatore lanciamissili e portaelicotteri Vittorio Veneto, ultimo a operare nella marina italiana

Un incrociatore, nella terminologia militare moderna, è una grande nave da guerra in grado di ingaggiare bersagli multipli simultaneamente. Storicamente era considerata la più piccola nave capace di azioni indipendenti — a differenza del cacciatorpediniere che di solito richiede l'assistenza esterna di navi appoggio — ma nell'accezione moderna questa differenza è scomparsa.

## Storia

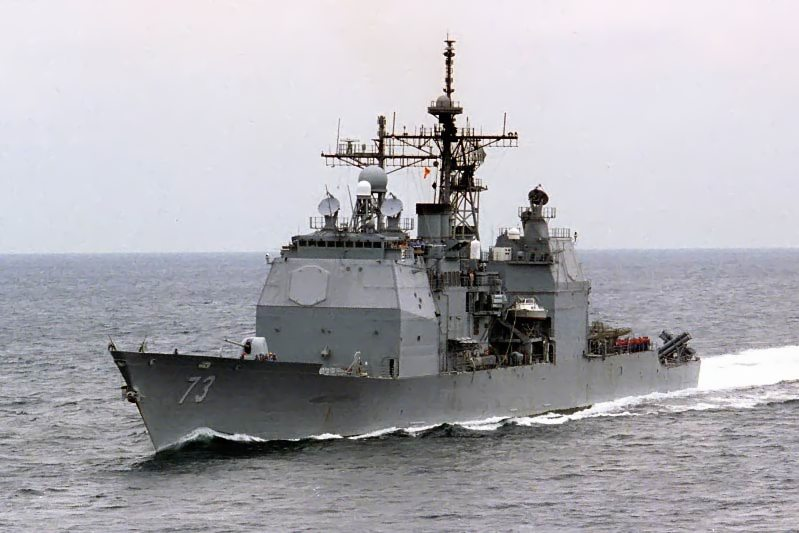
Un incrociatore della classe Ticonderoga

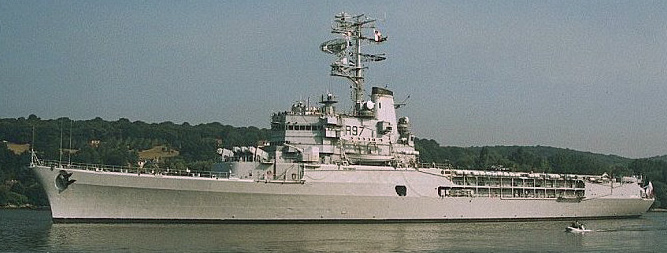
L'incrociatore portaelicotteri Jeanne d'Arc

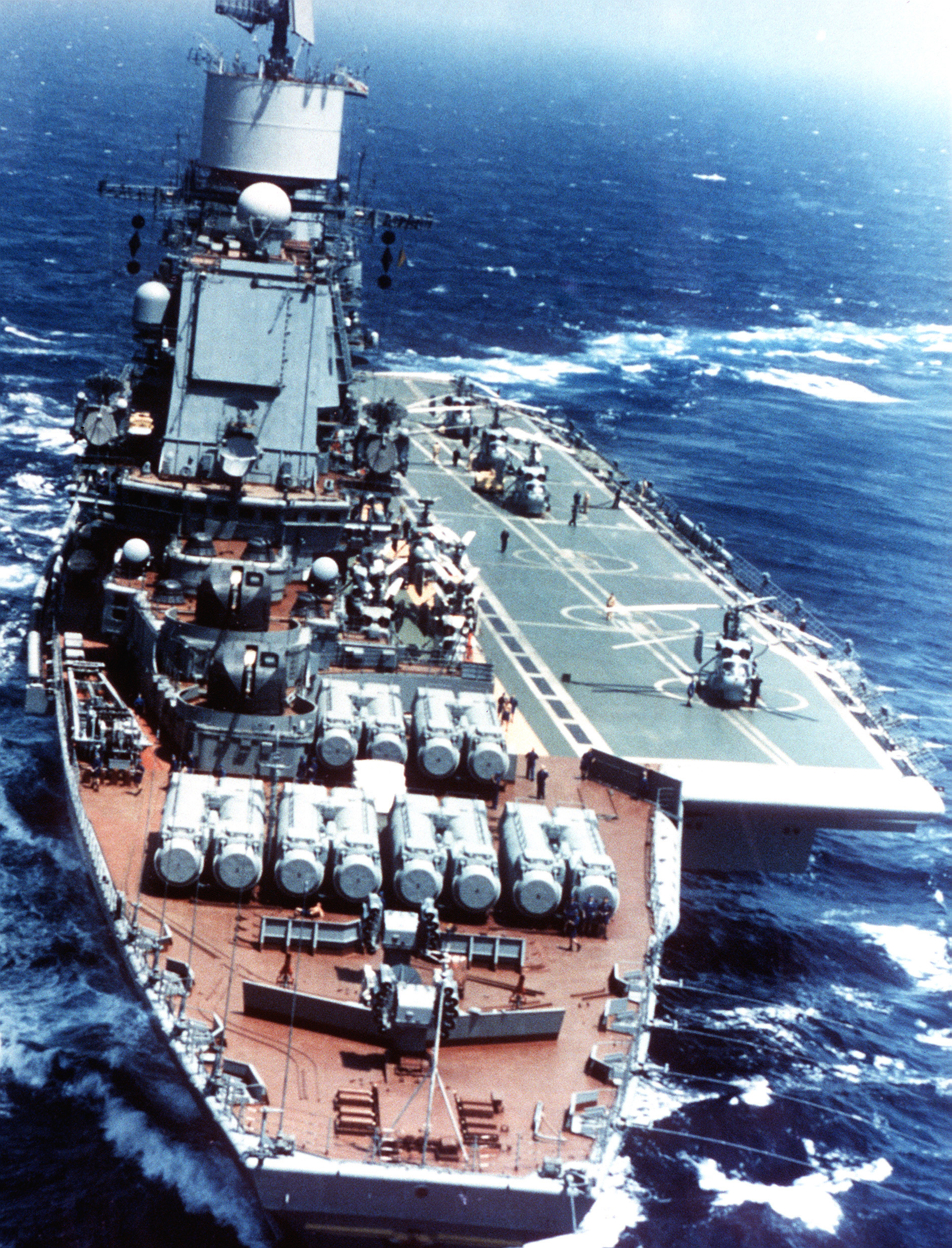
Un incrociatore della classe Kiev

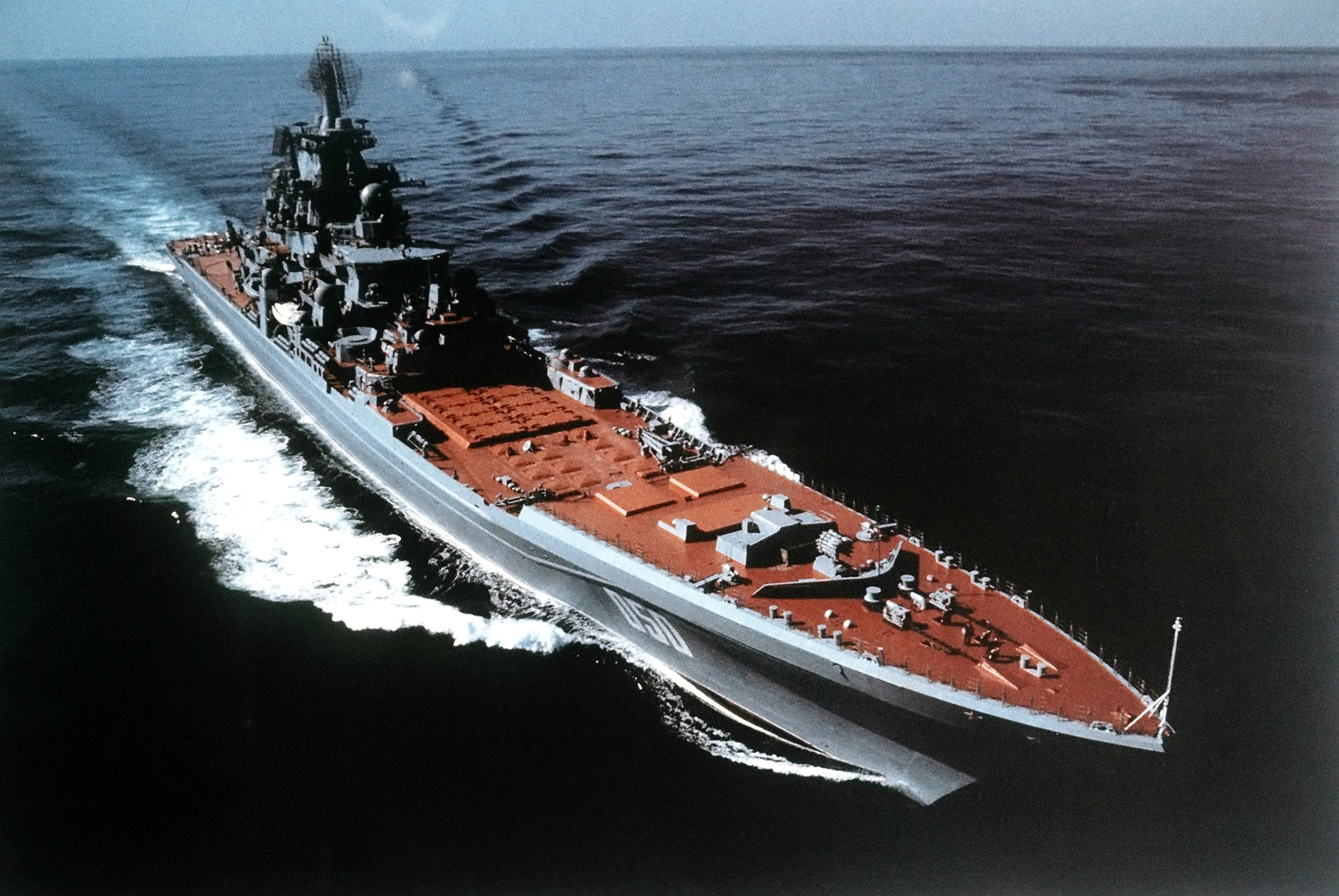
Un incrociatore della classe Kirov

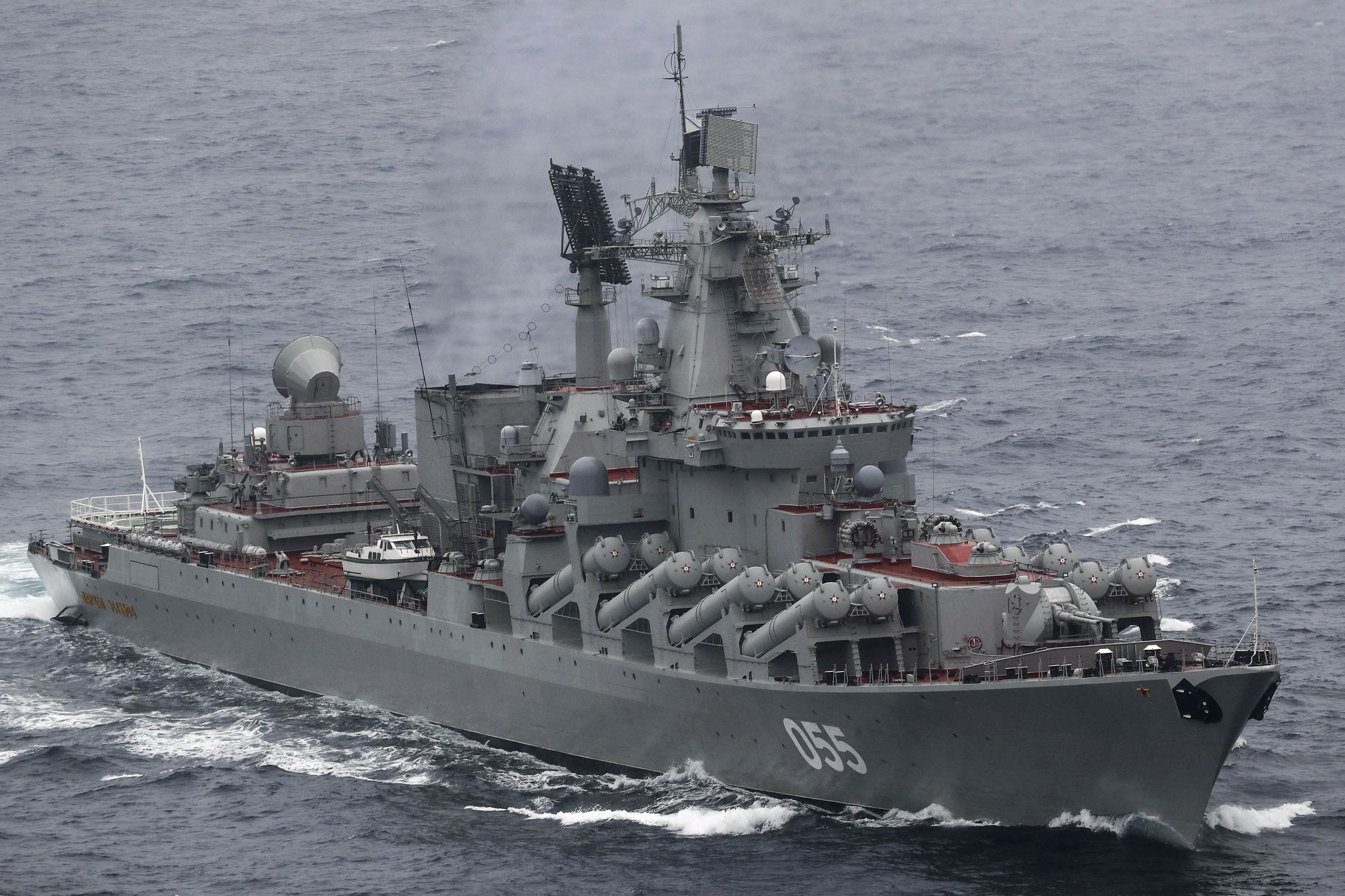
Un incrociatore della classe Slava

Il termine "incrociatore" è un'invenzione della metà del XIX secolo. Nell'epoca delle navi a vela le fregate erano navi piccole, veloci, a lungo raggio d'azione, armate con due batterie di cannoni (una sul ponte superiore e una sottocoperta) e utilizzate per missioni di esplorazione e per consegnare messaggi. La maggioranza delle flotte da guerra erano composte dai più lenti e grossi vascelli che ci si aspettava affrontassero i combattimenti che le fregate dovevano evitare. Le prime navi corazzate, sebbene usate nella linea di fila, dopo pochissimi esempi di vascelli a vapore, furono denominate fregate perché, in questa generazione, possedevano un singolo ponte cannoni a causa del peso della corazzatura. Ma avevano cannoni di calibro maggiore ed erano di tonnellaggio maggiore. Quindi la definizione di fregata cambiò, le navi più piccole per cui veniva usato questo termine vennero indicate come "navi incrociatori", rapidamente abbreviato in "incrociatori".
Per molti anni gli incrociatori colmarono la nicchia tra le navi molto leggere come le torpediniere e le navi che dovevano prendere parte al combattimento tra flotte, successivamente indicate come corazzate. Gli incrociatori erano grossi a sufficienza da sopportare attacchi da navi di superficie più piccole e autosufficienti abbastanza da allontanarsi di molto dalle loro basi. Le corazzate erano molto più potenti in combattimento, ma così lente e (in seguito all'introduzione dei motori a vapore) affamate di carburante che farle operare a lunga distanza era difficoltoso. Per la maggior parte del XIX secolo e la prima metà del XX secolo l'incrociatore fu l'arma di "proiezione della forza" usata dalla marina, mentre le navi più grosse rimanevano nelle vicinanze della base. Il loro ruolo principale era di attaccare navi mercantili, così che questo compito venne a essere chiamato guerra di incrociatori.
Gli incrociatori vennero anche assegnati alla flotta principale e assegnati a missioni di avanscoperta spingendosi avanti alla flotta per cercare il nemico.
L'evoluzione degli incrociatori seguì quella dei loro cugini maggiori e crebbero in dimensioni e capacità. La conversione dalle vele al vapore produsse l'incrociatore corazzato, essenzialmente una corazzata più piccola e più veloce. Questo avvenne al termine del XIX secolo così rapidamente che un modello vecchio di pochi anni poteva essere completamente superato in prestazioni dagli incrociatori appena prodotti. La Grande Flotta Bianca (Great White Fleet) degli Stati Uniti venne resa obsoleta in questa maniera pochi anni dopo aver navigato. In questo periodo non era raro che una flotta contenesse gli ultimi modelli della vecchia generazione così come quelli di nuovo progetto, che generalmente erano molto più grossi.
Per questo motivo si iniziarono a usare i termini incrociatore pesante e incrociatore leggero. Dopo la prima guerra mondiale questi termini vennero codificati nei vari trattati di limitazione delle armi. Gli incrociatori leggeri vennero definiti come armati con cannoni di calibro 6,1 in (155 mm) o più piccoli e quelli pesanti come armati con calibri maggiori, particolarmente comune era l'8 pollici (203 mm). Questo (l'8 pollici) era il cannone più grosso che il trattato navale di Washington permetteva agli incrociatori pesanti delle nazioni firmatarie e divenne di fatto lo standard internazionale per gli incrociatori pesanti; solo cinque incrociatori furono costruiti con cannoni più potenti: le tre "corazzate tascabili" tedesche della classe Deutschland e i due "grandi incrociatori" della Marina degli Stati Uniti classe Alaska costruiti durante la seconda guerra mondiale.
A partire da circa il 1880 fino al 1910 navi più piccole con capacità inferiori vennero costruite come incrociatore protetti. Poiché portavano meno corazzatura, questa era distribuita come un ponte sagomato all'interno del vascello piuttosto che coprirne le fiancate.
Un tipo ancora più limitato fu l'incrociatore ausiliario, una nave da trasporto che, allo scoppio di una guerra, veniva affrettatamente armata con cannoni di piccolo calibro. Gli incrociatori ausiliari furono usati per riempire i vuoti nelle lunghe linee di comunicazione o per fungere da scorta per altre navi da trasporto, sebbene in genere si dimostrarono inutili in questo ruolo a causa della loro bassa velocità, risibile potenza di fuoco e mancanza di corazzatura. In entrambe le guerre mondiali la Germania utilizzò piccole navi da trasporto armate con cannoni da incrociatore (15 cm di calibro) per sorprendere navi da trasporto alleate che non realizzavano in tempo la loro natura. Alcune grandi navi di linea vennero armate nella stessa maniera e definite AMC (Armed Merchant Cruisers - Navi da Carico Armate). Il Regno Unito, la Germania e la Francia le usarono nella prima guerra mondiale come predoni a causa della loro velocità (dell'ordine dei 30 nodi o 56 km/h), così come fecero nella seconda guerra mondiale la Germania e il Giappone e, perlomeno nella prima parte della guerra, furono usate come scorta per convogli dalla Gran Bretagna.

## Incrociatori da battaglia
Giusto prima della prima guerra mondiale venne tentata una deviazione significativa dalla regola, all'epoca in vigore per il progetto delle navi da guerra, che prevedeva che esse dovessero essere corazzate in modo da resistere ad attacchi di una nave con armamento uguale al proprio. L'intenzione era di creare in questo modo una nave che fosse più veloce di un incrociatore (grazie alla minore corazzatura e quindi al minor peso) e armata con cannoni molto più potenti, così da poter cacciare e distruggere gli incrociatori avversari.
Il ruolo di incrociatore da battaglia venne soddisfatto costruendo un'unità che aveva le dimensioni e la potenza di fuoco di una corazzata, ma la corazzatura di un incrociatore; il risparmio di peso lo lasciava con una propulsione più potente. Il risultato fu una nave con una superiore iniziativa tattica: poteva ingaggiare e superare in potenza di fuoco ogni nave di superficie di classe pari o inferiore a un incrociatore e poteva sfuggire a ogni nemico che potenzialmente poteva superarlo in potenza di fuoco.
Il concetto ebbe successo quando gli incrociatori da battaglia vennero impiegati nel loro ruolo designato, come nella battaglia delle Isole Falkland nel 1914. Invece queste navi si dimostrarono disastrosamente vulnerabili quando ingaggiavano incrociatori da battaglia o corazzate in azioni di flotta, come nella battaglia dello Jutland nel 1916 quando tre incrociatori da battaglia britannici esplosero sotto il fuoco concentrato dei tedeschi. La Royal Navy britannica demolì la maggior parte dei suoi incrociatori da battaglia dopo la guerra e potenziò quel tanto possibile la corazzatura dei rimanenti.
La debolezza del concetto di incrociatore da battaglia fu ulteriormente dimostrata nella seconda guerra mondiale, durante la caccia alla nave da battaglia tedesca Bismarck da parte della flotta britannica nel 1940. L'incrociatore da battaglia HMS Hood era l'orgoglio della flotta britannica, tanto da essere conosciuto come The Mighty Hood ("Il Potente Hood"). Armato con 8 cannoni da 15 pollici, possedeva una potenza di fuoco pari a quella della Bismarck. Nello scontro con l'unità tedesca, tuttavia, il ponte debolmente corazzato dell'Hood venne penetrato dai colpi avversari e la nave esplose. Soli tre uomini sopravvissero su un equipaggio di 1 419 unità.

## Fine dell'era degli incrociatori

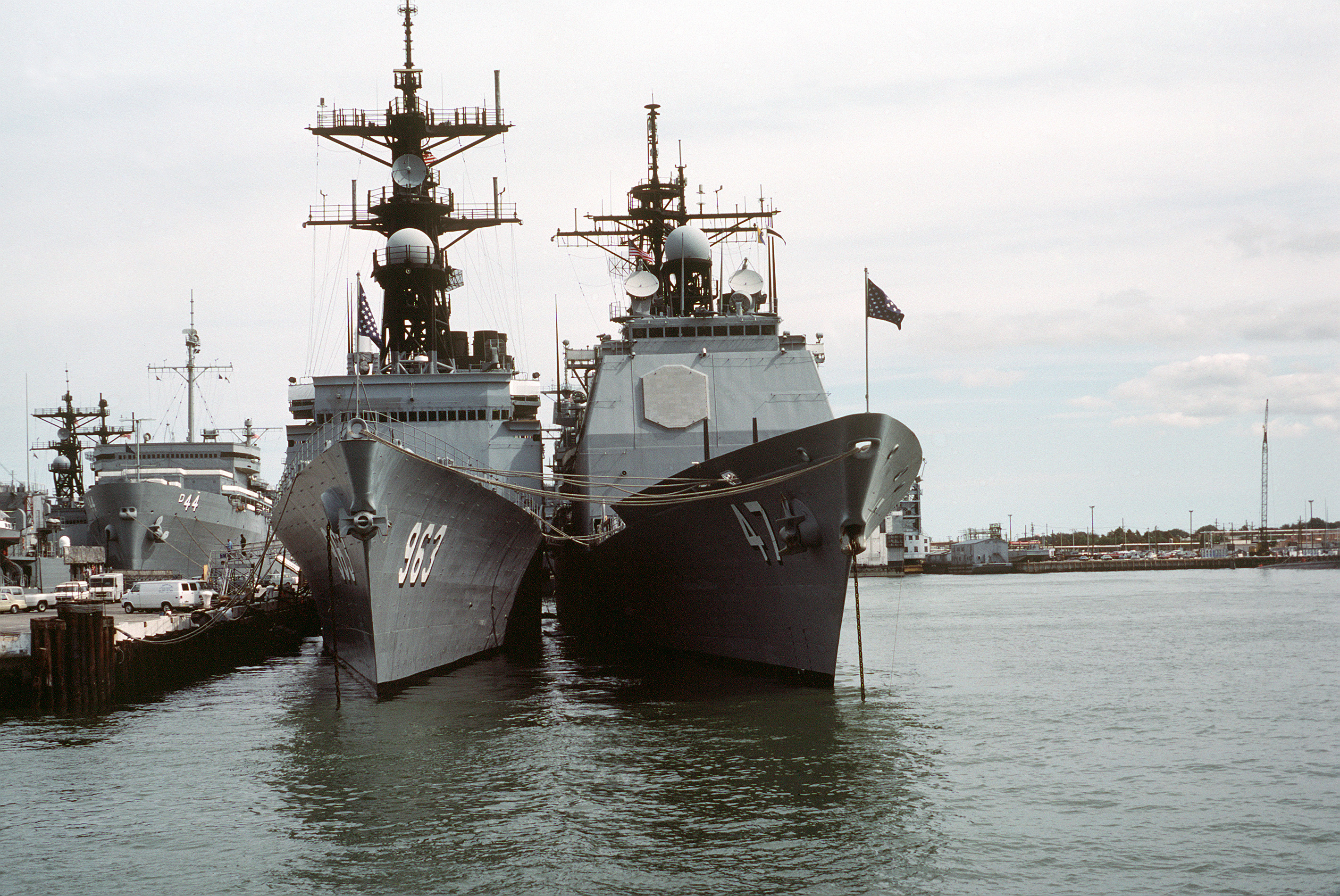
Il design dell'incrociatore di classe Ticonderoga è basato sul design del cacciatorpediniere di classe Spruance

La crescita del potere aereo durante la seconda guerra mondiale cambiò drasticamente la natura del combattimento navale. Anche l'incrociatore più veloce non può superare un aeroplano, in grado di attaccare a distanze sempre maggiori sopra gli oceani. Questo cambiamento portò alla fine delle operazioni indipendenti da parte di grosse navi o di task force di piccole dimensioni, e a partire dalla seconda metà del XX secolo le operazioni navali furono basate intorno a flotte di grosse dimensioni capaci di sopportare tutti gli attacchi aerei, salvo i più massicci. Questo ha indotto molte marine a cambiare la composizione delle flotte basandole su navi dedicate a un singolo ruolo, tipicamente antisommergibile o antiaereo e le grandi navi "generaliste" sono scomparse dalla maggior parte delle forze. La Marina degli Stati Uniti e la Marina russa sono rimaste le uniche a tenere operativi gli incrociatori.
Nella Marina sovietica gli incrociatori formarono la base dei loro gruppi di combattimento. Nel periodo immediatamente successivo alla seconda guerra mondiale i sovietici costruirono una flotta di navi armate con grossi cannoni, ma le rimpiazzarono molto rapidamente con grandi nave armate con un numero enorme di missili guidati e di missili antiaerei. Le navi più recenti di questo tipo, i quattro incrociatori classe Kirov furono costruiti negli anni settanta e ottanta e sono ora in pessime condizioni di manutenzione. L'ultimo di essi ancora operativo è stato richiamato in porto nel marzo 2004 con seri problemi al suo reattore nucleare.
La U.S. Navy è stata incentrata sulle portaerei dall'epoca della seconda guerra mondiale. La classe Ticonderoga di incrociatori costruita negli ottanta fu originariamente progettata e designata come una classe di cacciatorpediniere destinato a fornire una potente difesa antiaerea alle flotte di portaerei. Queste navi furono successivamente designate come incrociatori principalmente per motivi di rappresentanza, con lo scopo di evidenziare le capacità del sistema di combattimento Aegis su cui queste navi erano fondate. Nel 1981 questa classe ha ricevuto una serie di aggiornamenti che hanno notevolmente migliorato le capacità di guerra antisottomarine e di attacco a terra (usando i missili BGM-109 Tomahawk) e al giorno d'oggi non è più errato designarle "incrociatori". Come le loro controparti sovietiche, i moderni incrociatori classe Ticonderoga possono essere usati anche come base per un intero gruppo di battaglia.
L'ultimo incrociatore della Marine nationale fu la Colbert (C 611), ritirata dal servizio nel 1991; nasce come incrociatore leggero antiaereo in seguito viene trasformato in incrociatore missilistico.
Dal 29 giugno 2006, data dell'ultimo ammainabandiera del Vittorio Veneto, non sono più presenti incrociatori nelle marine europee; in realtà fino al 2010 fu operativa con la Marine nationale la Jeanne d'Arc (R 97) classificata come incrociatore portaelicotteri (la stessa classificazione del Vittorio Veneto), che dovrebbe essere considerato l'ultimo incrociatore operativo in Europa.
Dal momento che le più grandi navi da guerra del ventunesimo secolo, come la Classe Zumwalt e la Classe Renhai, sono considerate cacciatorpediniere, l'era degli incrociatori si è conclusa, così come avvenuto per le corazzate.

### Gli incrociatori oggi
- Voenno-morskoj flot:
  - 2 della classe Kirov
  - 2 della classe Slava
  - 1 della classe Kara
- U.S. Navy
  - 17 della classe Ticonderoga

## La mancanza di incrociatori della Marina USA
Prima dell'introduzione della classe Ticonderoga, la marina USA utilizzava una strana convenzione nominativa che lasciava la sua flotta apparentemente quasi senza incrociatori, sebbene diverse sue navi fossero tali senza averne il nome. Dagli anni 1950 fino agli anni 1970 gli "incrociatori" della U.S. Navy furono grandi vascelli equipaggiati con pesanti missili offensivi (incluso il missile con testata nucleare Regulus) per il combattimento a grande distanza contro bersagli terrestri e marini. Tutti salvo uno — il USS Long Beach — vennero convertiti dagli incrociatori classe Baltimore e Cleveland. In questo schema di designazione le "fregate" erano cacciatorpediniere pesanti grossi praticamente quanto gli incrociatori e ottimizzati per la guerra antiaerea, sebbene fossero anche in grado di combattere nemici sulla superficie.
Alla fine degli anni 1960 il governo USA notò una "mancanza di incrociatori" — all'epoca la Marina degli Stati Uniti possedeva sei navi designate come "incrociatori", in confronto ai 19 dell'Unione Sovietica, sebbene possedesse 21 "fregate" con prestazioni pari o superiori agli incrociatori sovietici — e a causa di questo la Marina nel 1975 eseguì una ridenominazione delle sue forze:
- CVA/CVAN furono ridesignate CV/CVN (sebbene la USS Midway (CV-41) e la USS Coral Sea (CV-43) non abbiano mai imbarcato squadroni antisottomarino).
- DLG/DLGN (Fregate con motori ad energia nucleare) furono ridesignate CG/CGN (Incrociatore Lanciamissili Guidati/Incrociatore Lanciamissili Guidati Nucleare).
- Le Fregate Lanciamissili Guidati classe Farragut (DLG), essendo piccole e con prestazioni minori delle altre, vennero ridesignate DDG. La (USS Coontz fu la prima nave di questa classe a essere rinumerata, a causa di ciò questa classe alle volte viene chiamata classe Coontz;
- DE/DEG (Scorte Oceaniche/Scorte Oceaniche Lanciamissili Guidate) furono ridesignate come FF/FFG (Fregate Lanciamissile Guidati), portando la definizione di "fregata" statunitense USA in linea con il resto del mondo.

Inoltre una serie di fregate pattuglia di classe Oliver Hazard Perry, originariamente designate PFG, vennero ridesignate FFG. Il riallineamento di incrociatori-cacciatorpediniere-fregate e la cancellazione del tipo "Scorta Oceanica" portò le designazioni della Marina USA in linea con il resto del mondo, eliminando molte confusioni con marine straniere.